# إدغار غلاس
إدغار غلاس (بالإنجليزية: Edgar Glass)‏ هو لاعب كرة قدم أمريكية أمريكي، ولد في 24 مايو 1879 في سيراكيوز في الولايات المتحدة، وتوفي في 9 أبريل 1944 في هارتفورد في الولايات المتحدة.